# Pseudergolis wedah
Pseudergolis wedah is een vlinder uit de familie van de Nymphalidae. De wetenschappelijke naam van de soort is voor het eerst geldig gepubliceerd in 1848 door Vincenz Kollar.